# Batalha de Fitjar

Brasão de Armas do munícipio de Fitjar.

A Batalha de Fitjar (Fitje) aconteceu em 961 entre o rei norueguês Haakon, o Bom e os filhos de Érico Machado Sangrento. A batalha foi ganha pelo rei Haakon, o Bom, mas ele foi ferido e morreu.